# Adventures in Baby-Getting
«Adventures in Baby-Getting» (укр. «Ризики завести дітей») — третя серія двадцять четвертого сезону мультсеріалу «Сімпсони», прем'єра якої відбулась 4 листопада 2012 року у США на телеканалі «Fox».

## Сюжет
Нехтування Гомером поремонтувати несправний кран призводить до того, що вода просочувалась під землю і з часом спричиняє зсув дороги. У цей момент Мардж з дітьми, які їхали автомобілем, провалюється у яму. Їй та дітям вдається вибратися, але авто Мардж застрягає у землі після того, як вибоїну покривають шаром асфальту.
Після школи Барт і Мілгаус помічають, що Ліса йде повз автобус і крадькома сідає у таксі. Вони підбирають аркуш, випущений Лісою, з повідомленням, написаним курсивом: «П'ятеро чарівників боксують і швидко стрибають» (англ. The five boxing wizards jump quickly)… Спершу Барт напряму питає сестру про її вільний час, але Ліса відмовляється відповідати.
Після аварії Мардж купує нове авто ― Tissan Sensibla. Коли Гомер зауважує, що це «ідеальне» авто для їхньої сім'ї, Мардж несподівано знаходить недоліки. Нове авто їй не подобається. Спочатку Мардж не бажає розкрити причину, але, врешті-решт, усвідомлює все і каже Гомеру, що п'ятимісний автомобіль унеможливоює народження ще однієї дитини, чого вона підсвідомо хоче. Гомер ніби і підтримує бажання дружини, але водночас жахається ще однієї дитини. Відвідуючи лікарню, Гомер і Мардж виявляють, що шансів завести дитину знову немає, оскільки сперма Гомера вже мертва.
Заінтригований таємним життям Ліси, Барт вербує Нельсона, Мілгауса і Ральфа (всіх колишніх Ліси), щоб знайти сенс у повідомленні. Стежачи за Лісою хлопці знаходять інше повідомлення, також курсивом: «Сфінкс із чорного кварцу судить мою клятву» (англ. Sphinx of black quartz, judge my vow)…
Тим часом Мо втішає засмучених Гомера і Мардж. Він нагадує, що Гомер колись продав частину своєї сперми Шелбівільському банку сперми (щоб назбирати гроші на обручку Мардж).
Гомер і Мардж прямують до клініки, однак весь час Гомер не хоче четвертої дитини, але не наважується розповісти правду дружині. Він намагається відвернути увагу Мардж, пройшовши довший маршрут, закупившись у цікавих крамницях і, зрештою, зупинившись у мотелі на ніч.
У Спрінґфілді ти часом до групи хлопців, зацікавлені повідомленням, приєднується також стурбований директор Скіннер. Скіннер помічає унікальні сині кріплення на аркуші і доходить до висновку, що обидва аркуші належать попередньому директорові Спрінґфілдської початкової школи ― Мередіт Мілґрем. Група відвідує будинок Мілґрем і знаходить там Лісу. На жаль дітей, Ліза заявляє, що вчилася скоропису, який у школі не вивчають. Обидва повідомлення були лише панграмами ― безглуздими реченнями, що складаються з кожної літери абетки.
Під час романтики в мотелі Гомер ненароком пробовкується Мардж про свої справжні почуття щодо іншої дитини, і що він насправді ніколи не хотів бути батьком. В результаті, Мардж злиться і обоє їдуть додому. Однак, під час зупинки у закусочній Гомер спостерігає за сім'єю з шести осіб і помічає, як батько насолоджується четвертою, найменшою дитиною. Передумавши, вони з Мардж прямують до банку сперми. Там Мардж з жахом дізнається, що Гомер продав багато сперми клініці, через що з'явилася величезна кількість Гомероподібних немовлят. Вона замислюється над «продовженням роду Гомерів» і каже, що, мабуть, слід почекати певний час, з чим Гомер погоджується.

## Homer Votes 2012 (укр.Гомер голосує 2012)
Під час прем'єрного показу серії у США вступ був замінений на видозмінений кліп «Homer Votes 2012» (укр. «Гомер голосує 2012»). Оригінал вийшов на YouTube 20 вересня 2012 року. Сегмент є логічним продовженням кліпу голосування Гомера у 2008 році, що був вступом епізоду «Treehouse of Horror XIX».

### Сюжет
2012 рік, день виборів президента США. Гомер вирушає до кабінки для голосування у Спрінґфілдській початковій школі, весь час демонструючи свою гіркоту щодо голосування. Зайшовши до кабінки, Гомер спочатку не може вирішити, чи варто йому голосувати за Барака Обаму чи Мітта Ромні, оскільки обидва кандидати мають свої вади.
Зрештою, Гомер голосує за Ромні, але вражений тим, що той отримав медичну виплату за імплантат особистості, що у нього є шість дружин на ім'я Енн, і що уряд платив йому податки протягом п'яти років. Гомер намагається вирватися з кабінки, щоб повідомити пресі, але його всмоктує труба. В результаті, він потрапляє на завод десь у Китаї, де виготовляють прапори США. Гомер спочатку задоволений, оскільки у нього з'являється постійну роботу, але згодом Сельма вилітає з труби. Гомер каже «Д'оу».

### Відмінності від оригіналу
В оригінальному кліпі після Гомера з труби вилітає Нед Фландерс, після чого Гомер каже «Д'оу» і стрибає з вікна, але сіті від самогубств рятують його.

## Виробництво
Спочатку серія мала вийти 21 жовтня 2012 року. Однак, через шосту гру Світової серії з бейсболу епізод було пересунено на 2 тижні.
Водночас, у Канадській провінції Ньюфаундленд і Лабрадор серія вийшла згідно розкладу ― 21 жовтня на телеканалі «CJON-DT».

## Цікаві факти і культурні відсилання
- Кінцеві титри наприкінці епізода написані курсивом, що є відсиланням до підсюжету серії.

## Ставлення критиків і глядачів
Під час прем'єри серію переглянули 5,54 млн осіб з рейтингом 2.6, що зробило її найпопулярнішим шоу на каналі «Fox» тієї ночі.
Роберт Девід Салліван з «The A.V. Club» дав серії оцінку C сказавши, що «„Сімпсони“ повернулися із серією, що не така кисла, як прем'єра цього сезону, але все ще невтішно тонка». Він розкритикував підсюжет з Лісою, прокоментувавши, що це було «не смішніше, ніж здається».
Тереза Лопес з «TV Fanatic» дала серії три з п'яти зірок, сказавши: «Хоча цьогорічний „Будинок жахів“ на дереві нагадав мені, як сильно мені не вистачатиме шоу, коли воно зникне, цей внесок справді змусив мене подумати, що серіал готовий до завершення… За винятком деяких забавних цитат „Сімпсонів“, ця серія не сильно відрізнялася від будь-якої іншої безглуздої серії».
Згідно з голосуванням на сайті The NoHomers Club більшість фанатів оцінили серію на 4/5 із середньою оцінкою 3,38/5.